# Universität Opole

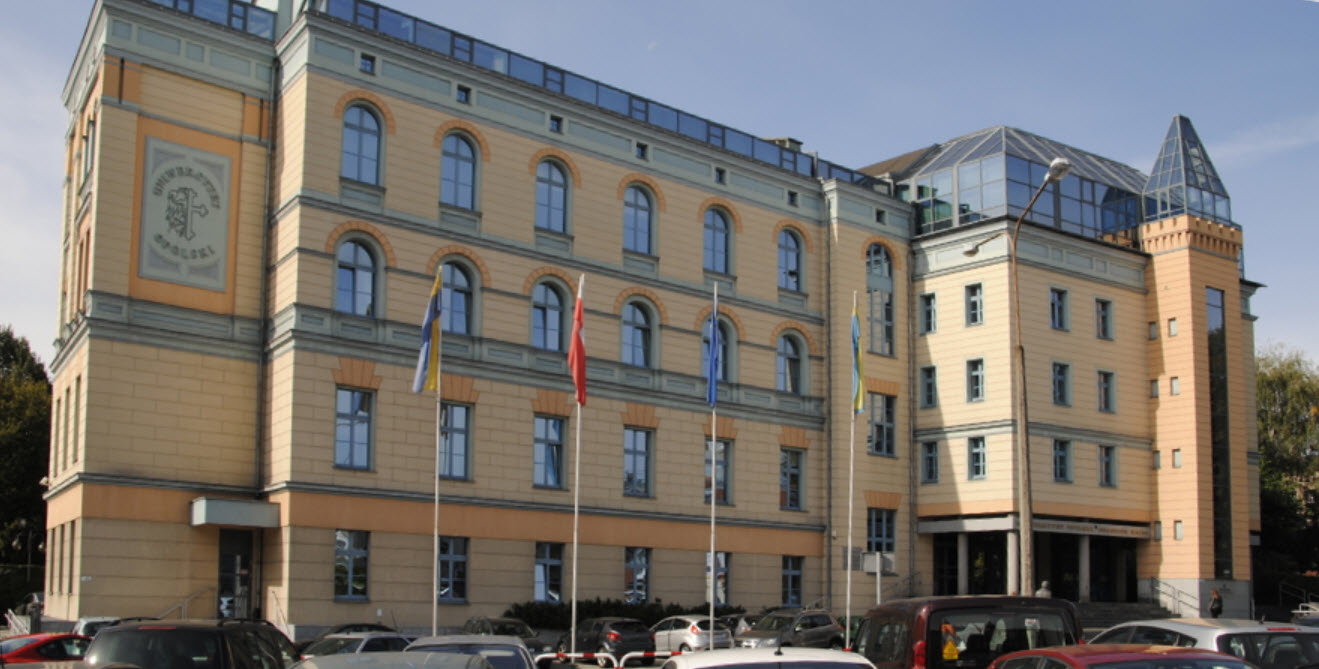
Restauriertes Hauptgebäude der Universität

Die Universität Opole oder Universität Oppeln (polnisch Uniwersytet Opolski; lateinisch Universitas Opoliensis) ist die größte Hochschule der Stadt Opole (Oppeln).

## Geschichte
Die Universität Opole entstand im Jahr 1994 aus einer Fusion der Pädagogischen Hochschule (Wyższa Szkoła Pedagogiczna im. Powstańców Śląskich, gegründet 1950) und der Oppelner Niederlassung der Katholischen Universität Lublin.
Für die Jahre 2012 bis 2016 wurde Stanisław Nicieja zum Rektor gewählt. Amtierender Rektor ist Marek Masnyk.

## Fakultäten
- Fakultät für Chemie
- Fakultät für Wirtschaftswissenschaften
- Fakultät für Philologie
- Fakultät für Medizin
- Fakultät für Mathematik, Physik und Informatik
- Fakultät für Politikwissenschaften und Sozialkommunikation
- Fakultät für Gesundheitswissenschaften
- Fakultät für Sozialwissenschaften
- Fakultät für Recht und Verwaltung
- Fakultät für Naturwissenschaften
- Fakultät für Kunst
- Fakultät für Theologie

Die Fakultät für Theologie steht in besonderer Weise mit dem Bistum Opole in Verbindung.